# Советско-Гаванский район
Сове́тско-Га́ванский райо́н (в 1926—1941 годах — Сове́тский райо́н, в 1941—1965 годах — территория, подчинённая Советско-Гаванскому горсовету) — административно-территориальная единица (район) и муниципальное образование (муниципальный район) в Хабаровском крае Российской Федерации.

## История района
История района начинается с мая 1853 года, когда во время работы Амурской экспедиции, которую возглавлял Г. И. Невельской, была открыта одна из лучших естественных гаваней мира — залив Хаджи. К исследованию Г. И. Невельского подталкивала острая необходимость оборудования на востоке России гавани, которая могла бы принимать большие суда, а также слабая изученность берегов Татарского пролива: на картах того времени в этом районе не было обозначено значительных бухт или заливов.
Экспедицию к загадочным берегам по поручению Г. И. Невельского возглавил его сподвижник, молодой офицер Николай Константинович Бошняк. Первопроходцы тронулись в путь в апреле 1853 года, а в мае был открыт залив, названный Бошняком в честь императора Николая — Императорской Гаванью.
Подобную Гавань трудно отыскать в целом мире. Все флоты мира здесь без труда поместятся в совершенном спокойствии от всяких ветров и непогод. Мы можем теперь, имея в руках такую гавань, устье Амура и Сахалин, владеть всею торговлею северного Тихого океана»
В.А. Римский-Корсаков
.
4 августа 1853 года Г. И. Невельской основал «военный Его Императорского Высочества генерал-адмирала великого князя Константина пост» — первое русское поселение в заливе Императорская гавань.
В 1907 году Императорская Гавань становится важнейшим лесоторговым центром Востока России, здесь основана и работает австралийская лесная концессия «Слей-Мур». К 1913 году в гавани существовали три населённых пункта на берегах бухт Лососина, Маячная и Японская (впоследствии — Курикша).
В 1922 году залив Императорская Гавань был переименован в залив Советскую Гавань.
Декретом ВЦИК от 4 января 1926 года «Об образовании и районировании Дальневосточного края» был образован Советский район в составе Хабаровского округа Дальневосточного края РСФСР. Территория района была значительно больше современной, и включала в себя нынешние земли Советско-Гаванского и Ванинского районов Хабаровского края, а также Тернейского района Приморского края. На момент образования район включал в себя 20 сельсоветов: Алексеевский, Амгинский, Ахобинский, Белембейский (Белембеевский), Великокемский, Гроссевичский (Гроссевичевский), Даттинский, Ключевский (Ключевской), Коппинский, Кузнецовский, Куналейский, Кхуцинский, Морозовский, Мысовский, Русский, Самаргинский, Ханхындонский, Духовской и Знаменский. Не позднее 1929 года были образованы Монгохтинский и Тернейский сельсоветы, не ранее 1929 года — упразднён Духовской сельсовет.
В 1926 году в районе выполнены изыскательские работы по прокладке трассы железнодорожного пути.
Постановлением ВЦИК от 20 октября 1930 года районный центр село Знаменское было преобразовано в рабочий посёлок Советская Гавань. Соответственно, Знаменский сельсовет был переименован в Советско-Гаванский.
Не ранее 1931 года был упразднён Монгохтинский сельсовет. Не позднее 1931 года образован Единский, не позднее 1932 года — Джигитский и Удегейский сельсоветы.
26 февраля 1932 года были образованы поселковые советы на промыслах Пластун и Иннокентьевском, а Советско-Гаванский и Нельминский сельсоветы реорганизованы в поселковые. В Нельме начал работу крупнейший в районе рыбокомбинат.
19 апреля 1932 года из южной части Советского района был образован Тернейский район, в состав которого вошли Пластунский поселковый совет и 19 сельсоветов. 13 октября того же года Алексеевский сельсовет был присоединён к Даттинскому сельсовету. Таким образом, в составе Советского района осталось лишь 6 административных единиц — Советско-Гаванский, Иннокентьевский и Нельминский поселковые советы, а также Гроссевичский, Даттинский и Коппинский сельсоветы.
22 ноября 1932 года в составе Дальневосточного края была образована Приморская область. Советский район вошёл в её состав.
Не позднее 1938 года в составе Советского района были образованы Устькинский и Ульминский сельсоветы.
Указом Президиума Верховного Совета СССР от 20 октября 1938 года Дальневосточный край был разделён на Хабаровский и Приморский. Приморская область, в том числе и Советский район в её составе, стала частью Приморского края. 5 июня 1939 года Приморская область была упразднена, после чего Советский район вошёл непосредственно в состав Приморского края.
В 30-е годы строится и приступает к работе первый судоремонтный завод. В июне 1937 года на судоремонтный завод Министерства Морского Флота прибыл первый плавучий док грузоподъемностью 5 тыс. тонн, этот год считается датой рождения завода и морского порта.
В 1930-е годы в районе были построены мелькомбинат, Дальневосточная электростанция специального назначения, морской порт. Сформирована Северная Тихоокеанская флотилия. Начали работу артель «Красный швейник», предприятия связи, торговли, медицинские учреждения, школы, детские сады и ясли, клубы, библиотеки, вечерний университет.
18 января 1941 года по Указу Президиума Верховного Совета РСФСР рабочий посёлок Советская Гавань получил статус города краевого подчинения. Советский район был упразднён, с подчинением всех его административных единиц Советско-Гаванскому городскому совету.
29 апреля 1943 года Ульминский сельсовет был ликвидирован, его территория присоединена к Коппинскому сельсовету.
В 1943 году введен в эксплуатацию машиностроительный завод, открывается ремесленное училище. В эти годы в районе строятся 5 основных аэродромов СТОФ: Знаменское, Гроссевичи, Постовая, Май-Гатка, Софийское, а также гидроаэродром в бухте Бяуде и запасной (оперативный) аэродром Каменный Ручей.
23 октября 1947 года на части территории Даттинского сельсовета был создан Сизиманский сельсовет.
В 1947 году была введена в эксплуатацию железная дорога Комсомольск-на-Амуре — Советская Гавань.
15 октября 1948 году город Советская Гавань с пригородной зоной в составе двух рабочих посёлков и пяти сельсоветов передан из Приморского в Хабаровский край.
26 октября 1949 года населённый пункт Мули был отнесён к категории рабочих посёлков, образован Мулинский поселковый совет. 10 июня 1955 года рабочий посёлок Мули был переименован в Высокогорный.
В 50-е годы в городе организован стройтрест № 508 (управление строительства № 508 Главного управления лагерей железнодорожного строительства, в дальнейшем ГУЛАГ НКВД). Вступает в строй колбасный завод, открыто автобусное движение.
27 октября 1955 года Коппинский сельсовет был включён в состав Иннокентьевского сельсовета.
13 декабря 1956 года был упразднён Сизиманский сельсовет, его территория вернулась в состав Даттинского сельсовета.
5 июня 1958 года из городской черты Советской Гавани был выделен населённый пункт порта Ванино, получивший статус рабочего посёлка, был образован Ванинский поселковый совет.
29 октября 1959 года из городской черты Советской Гавани был выделен населённый пункт Дэсна, переименованный в Майский и получивший статус рабочего посёлка, был образован Майский поселковый совет.
19 ноября 1959 года из городской черты Советской Гавани был выделен населённый пункт железнодорожной станции Советская Гавань-Сортировочная, переименованный в Октябрьский и получивший статус рабочего посёлка, был образован Октябрьский поселковый совет.
21 октября 1960 года из городской черты Советской Гавани был выделен населённый пункт Заветы Ильича, получивший статус рабочего посёлка, был образован поселковый совет Заветы Ильича.
Указом Президиума Верховного Совета РСФСР от 12 января 1965 года «Об изменениях в административно-территориальном устройстве Хабаровского края» на территории, подчинённой Советско-Гаванскому горсовету был образован Советско-Гаванский район.
9 января 1969 года в административно-территориальном устройстве Советско-Гаванского района произошло сразу несколько изменений. Из городской черты Советской Гавани был выделен населённый пункт Лососина, получивший статус рабочего посёлка, был образован Лососинский поселковый совет. В тот же день рабочий посёлок Иннокентьевский был отнесён к категории сельских населённых пунктов, а Иннокентьевский поселковый совет преобразован в сельсовет. Наконец, в этот день был образован новый, Мопаусский сельсовет.
23 марта 1972 года из городской черты Советской Гавани был выделен населённый пункт Гатка, отнесённый к категории сельских населённых пунктов, был образован Гаткинский сельсовет совет. В тот же день был упразднён Мопаусский сельсовет.
В 1973 году первую продукцию выпустили рыбокомбинат «Совгаванский» (впоследствии база океанического рыболовства) в п. Лососина, и совгаванский молокозавод.
Указом Президиума Верховного Совета РСФСР от 27 декабря 1973 года «Об образовании Ванинского района в Хабаровском крае» из северной части Советско-Гаванского район был образован Ванинский район<, в состав которого вошли 3 рабочих посёлка (Ванино, Октябрьский и Высокогорный) и 2 сельсовета (Даттинский и Устькинский). В составе Советско-Гаванского района остались 1 городской совет (Советско-Гаванский), 4 поселковых совета (Заветы Ильича, Лососинский, Майский и Нельминский), а также 3 сельсовета (Гаткинский, Гроссевичский, Иннокентьевский).
С 1975 года судоремонтный завод ММФ стал предприятием малого судостроения — наладил выпуск морских барж, морских буксиров, самоходных плашкоутов и различных маломерных плавучих средств.
Во второй половине 1970-х и первой половине 1980-х годах резко сократилось население южной части Советско-Гаванского района, из-за чего все сельские и поселковые советы в этой части района были поэтапно упразднены. 14 марта 1975 года посёлок Нельма был отнесён к категории сельских поселений, а Нельминский поселковый совет преобразован в сельсовет. 29 января 1981 года Нельминский сельсовет был присоединён к Гроссевичскому, а последний, в свою очередь, вошёл 11 февраля 1982 года в состав Иннокентьевского сельсовета. Наконец, 22 октября 1984 года Иннокентьевский сельсовет был также упразднён.
В 1981-м году в городе образовано управление строительства № 106. Целью было определено строительство крупного судостроительного завода «Паллада» и ряда вспомогательных производств (радиоламповый завод «Прибой» (с новым огромным микрорайоном)).
На заводе «Паллада» планировалась постройка крупнейших в СССР атомных авианосцев. Город к 2000 году должен быть стать третьем крупным городом в Хабаровском крае с населением около 300 тыс. человек, после самого краевого центра и Комсомольска-на-Амуре. Мощности судостроительных заводов г. Николаева на тот момент были исчерпаны, поэтому было принято решение о создании на Дальнем востоке, в заливе Советская Гавань уникального для СССР производства. Однако с распадом СССР всё строительство было остановлено, и сейчас при въезде в город стоят пустые разграбленные корпуса и цеха, и совершенно новые, но никогда не заселявшиеся здания.
В 1984 году начал выпускать продукцию завод КПД-6. В 1989 году было создано проектно-строительного объединения «Совгаваньспецстрой».
С распадом СССР в Советско-Гаванском районе были заморожены или ликвидированы практически все объекты капитального строительства и началась деградация промышленности. За период 92-2000 гг прекратили свою деятельность: База океанического рыболовства, мелькомбинат, городской пищекомбинат, городской аэропорт, Северный судоремонтный завод, 1-й СРЗ ММФ и т. д. Ликвидировано множество военных объектов и воинских частей: 279-й отдельный дивизион ракетных катеров, 287-й военно-строительный отряд, 105-й ремонтный завод, 308-й авиационный полк ПВО, 345-я ракетная бригада ПВО, 1458-й отдельный морской батальон связи, 501-й топливный склад, 23-й разведотряд ВМФ и ещё множество организаций. Начался массовый отток населения из отдалённых посёлков района в город, а также переезд в западные регионы страны.
Залив Советская Гавань стал последним пристанищем для тяжёлых авианесущих крейсеров проекта 1143. Именно отсюда был выведен проданный в 1994 году в Южную Корею ТАВКР «Новороссийск» и в 1995 году — ТАВКР «Минск».
В начале 90-х в Советской Гавани создано первое совместное российско-японское предприятие по переработке древесины «Ванино-Тайрику». В 1993 году был открыт порт, и стал возможен заход в гавань судов под иностранным флагом, приняло первое судно под погрузку ОАО «Терминал». В 1997 году первую продукцию, получившую международный сертификат качества, выпустило рыбоперерабатывающее предприятие ООО «Востокрыба».
В 2000 году порт Советская Гавань получил статус международного.
В 2001 году открыто сквозное автомобильное движение Советская Гавань — Ванино — Лидога — Хабаровск. Судоремонтные предприятия приступили к выполнению заказов по модернизации оборудования, используемого при освоении нефтяного шельфа о. Сахалин.
В 2002 году в связи с разработкой стратегии социально-экономического развития муниципального образования город Советская Гавань с Советско-Гаванским районом вошёл в клуб городов-стратегов Российской Федерации.
С 2003 по 2005 годы в городе открылся филиал Комсомольского-на-Амуре судостроительного завода-завод «Паллада», отремонтирована нефтебуровая вышка «Орлан». Возобновил выпуск строительных материалов завод ЖБИ, начато производство строительного камня на базе карьера «Советский».
В 2006 году в городе Совгавань сдана в эксплуатацию школа на 220 учащихся в посёлке лесозавода.
В 2009 году порту был присвоен статус портовой особой экономической зоны.
В 2012 году в пригороде г. Совгавань началось строительство новой ТЭЦ.
В 2013 году в городе Совгавань сдана школа для детей с ограниченеными возможностями
5 октября 2013 года в городе Совгавань было завершенно строительство самого большого торгового центра в Хабаровском крае (вне г. Хабаровска).
28 сентября 2016 досрочно прекращено функционирование портовой особой экономической зоны в г. Совгавань.

## География района
Район расположен на побережье Татарского пролива Японского моря. Практически всё население района компактно проживает на берегу залива Советская Гавань в северо-восточной части района, в городской агломерации; остальная территория района (кроме с. Гатка) не заселена (посёлки на побережье в настоящее время брошены).
Площадь района — 15,6 тысяч км², что составляет 1,98 % территории Хабаровского края.
На севере Советско-Гаванский район граничит с Ванинским районом, на западе — с Нанайским районом (межрайонная граница проложена по водоразделу рек восток-запад, то есть по высочайшим вершинам гор), на юге — с Тернейским районом Приморского края. На востоке граница района проходит по побережью Татарского пролива, который отделяет его от острова Сахалин.
Вся территория района — горная. Значительную часть территории района занимает восточный макросклон хребта Сихотэ-Алинь. На юго-запад от агломерации вдоль береговой черты простирается хребет Советский с отметками до 560 м (гора Советская).
Советско-Гаванский район приравнен к районам Крайнего Севера.

## Население
| 1925    | 1926    | 1933    | 1939    | 1941    | 1959    | 1970    |
| ------- | ------- | ------- | ------- | ------- | ------- | ------- |
| 6043    | ↗10 203 | ↘10 200 | ↗18 812 | ↗24 000 | ↗80 050 | ↗83 190 |
| 1975    | 1979    | 1989    | 1991    | 1992    | 1996    | 2000    |
| ↘49 100 | ↗49 987 | ↗59 217 | ↗60 200 | →60 200 | ↘57 000 | ↘51 700 |
| 2001    | 2002    | 2003    | 2004    | 2005    | 2006    | 2007    |
| ↗52 100 | ↘47 082 | ↗47 100 | ↘46 982 | ↘46 282 | ↘46 106 | ↘45 856 |
| 2008    | 2009    | 2010    | 2011    | 2012    | 2013    | 2014    |
| ↘45 526 | ↘45 137 | ↘43 506 | ↘43 432 | ↘42 783 | ↘42 243 | ↘41 535 |
| 2015    | 2016    | 2017    | 2018    | 2019    | 2020    | 2021    |
| ↘40 831 | ↘40 051 | ↘39 363 | ↘38 876 | ↘38 238 | ↘37 855 | ↘37 534 |
| 2023    | 2024    | 2025    |         |         |         |         |
| ↘36 866 | ↘36 352 | ↘35 915 |         |         |         |         |

### Урбанизация
Город Советская Гавань вместе с пригородной зоной, пгт Ванино и прилегающими населёнными пунктами образуют единственную на материковом побережье Татарского пролива городскую агломерацию, вытянутую вдоль сильно изрезанной береговой черты на 45 км в направлении с юга на север.
В городских условиях (город Советская Гавань, рабочие посёлки Заветы Ильича, Лососина и Майский) проживают 98,6 % населения района.

## Муниципально-территориальное устройство
В Советско-Гаванский муниципальный район входят 5 муниципальных образований нижнего уровня, в том числе 4 городских и 1 сельское поселение, а также 1 межселенная территория без статуса муниципального образования:
| №        | Муниципальное образование     | Административный центр        | Количество населённых пунктов | Население | Площадь, км² |
| -------- | ----------------------------- | ----------------------------- | ----------------------------- | --------- | ------------ |
| 1e-06    | Городское поселение:          |                               |                               |           |              |
| 1        | город Советская Гавань        | город Советская Гавань        | 1                             | ↘23 841   | 69,00        |
| 2        | рабочий посёлок Заветы Ильича | рабочий посёлок Заветы Ильича | 1                             | ↘7989     | 72,00        |
| 3        | рабочий посёлок Лососина      | рабочий посёлок Лососина      | 1                             | ↘2493     | 8,70         |
| 4        | рабочий посёлок Майский       | рабочий посёлок Майский       | 1                             | ↘1839     | 21,22        |
| 4.000002 | Сельское поселение:           |                               |                               |           |              |
| 5        | Гаткинское                    | посёлок Гатка                 | 1                             | ↗729      | 7,15         |
| 5.000003 | Межселенная территория:       |                               |                               |           |              |
| 5.000004 | межселенная территория        |                               | 4                             | 14        |              |

### Населённые пункты
В Советско-Гаванском районе 9 населённых пунктов, в том числе 4 городских (из которых 3 рабочих посёлка (пгт) и 1 город) и 5 сельских.
| № | Населённый пункт | Тип             | Население | Муниципальное образование                         |
| - | ---------------- | --------------- | --------- | ------------------------------------------------- |
| 1 | Советская Гавань | город           | ↘23 232   | городское поселение город Советская Гавань        |
| 2 | Заветы Ильича    | рабочий посёлок | ↘7912     | городское поселение рабочий посёлок Заветы Ильича |
| 3 | Лососина         | рабочий посёлок | ↘2447     | городское поселение рабочий посёлок Лососина      |
| 4 | Майский          | рабочий посёлок | ↘1822     | городское поселение рабочий посёлок Майский       |
| 5 | Гатка            | посёлок         | ↗729      | Гаткинское сельское поселение                     |
| 6 | Гроссевичи       | село            | ↘0        | межселенная территория                            |
| 7 | Иннокентьевский  | посёлок         | ↘0        | межселенная территория                            |
| 8 | Коппи            | посёлок         | ↘0        | межселенная территория                            |
| 9 | Нельма           | посёлок         | ↘0        | межселенная территория                            |

## Местное самоуправление
Глава района избирается всенародным голосованием сроком на 5 лет. Нынешним главой является Юрий Иванович Бухряков (с 2009).
Представительным органом населения района является Собрание депутатов Советско-Гаванского района. Оно было учреждено в 1994 году как Собрание представителей города Советская Гавань с Советско-Гаванским районом и первоначально избиралось на два года. В его состав входили 8 депутатов от Советской Гавани, 6 представителей местного самоуправления других населённых пунктов района, а также глава города с районом. В 1997 году, после принятия нового Устава города с районом, Собрание представителей было переименовано в Совет депутатов, а его срок полномочий увеличен до четырёх лет. Наконец, в 2004 году, после разделения города и района, было создано Собрание депутатов Советско-Гаванского района, которое избирается на 5 лет и состоит из 15 депутатов. Нынешним председателем Собрания депутатов является Лариса Юрьевна Лисова (с 2018).

### Главы района
В 1991—2004 годах существовало единое муниципальное образование «Город Советская Гавань с Советско-Гаванским районом». Его возглавляли:
- Павел Александрович Лукашевич (декабрь 1991 — 10 ноября 1995)
- Станислав Николаевич Кузьменко (10 ноября 1995—1996) — и. о. как первый заместитель главы администрации[47].
- Юрий Леонидович Григорьев (1996—2000)
- Валерий Фёдорович Шевчук (2000—2004)

Должность главы района учреждена в 2004 году после проведения муниципальной реформы в России. Её занимали:
- Сергей Леонидович Луговской (2004—2009)
- Юрий Иванович Бухряков (с 2009)

### Главы законодательной власти района
- Сергей Леонидович Луговской (2009—2010)
- Владимир Алексеевич Кондратьев (2010—2013)
- Андрей Владимирович Факиро (2013—2018)
- Лариса Юрьевна Лисова (с 2018)

## Экономика
Основными отраслями экономики района являются: перевалка грузов, энергетика, лесная и деревообрабатывающая отрасли, строительство, судоремонт.

## Транспорт
Транспортные связи осуществляются по железнодорожной магистрали «Комсомольск-на-Амуре—Советская Гавань», воздушным путём из аэропорта «Май-Гатка», по автодороге «Лидога—Ванино».
По автодороге «Советская Гавань—Ванино—Лидога» и далее по трассе «Хабаровск—Комсомольск-на-Амуре» имеется возможность автомобильным транспортом добраться до г. Комсомольска-на-Амуре, до столицы края — г. Хабаровска и далее до г. Владивостока.
Внутренняя транспортная связь между муниципальными поселениями района и соседним Ванинским районом осуществляется автомобильной дорогой длиной в 32 км.

## Религия
Большинство верующих жителей района — православные христиане; имеются два прихода Русской Православной церкви, количество верующих приблизительно оценивается в 5000 человек, преимущественно русские. Многие жители района исповедуют протестантизм, из них: адвентистов седьмого дня — около 150 человек, Свидетелей Иеговы — около 50 человек, прихожан церкви «Благодать» — около 200 человек. Ислам исповедуют около 300 представителей этнических групп (татар, азербайджанцев, чеченцев), традиционно исповедующих эту религию. Около 50 человек (в основном представители русской интеллигенции, а также буряты и калмыки) исповедуют буддизм. Некоторые представители коренных народов (орочи, удэгейцы) придерживаются традиционных верований. Также на территории района действуют религиозные организации, признанные районными властями деструктивными: Алтайское братство, Новая мессия, различные необуддийские секты.

## Достопримечательности
- Маяк «Красный партизан» — построен в 1895 году. В 1919 году стал местом боя партизан и белогвардейцев. объект культурного наследия России.

## Комментарии
1. ↑  в тексте постановления указано как селение Советская Гавань